# Hedesunda landskommun
Hedesunda landskommun var en tidigare kommun i Gävleborgs län, numera kommundel i Gävle kommun. Centralort var Hedesunda och kommunkod 1952-1968 var 2108.

## Administrativ historik
Hedesunda landskommun inrättades den 1 januari 1863 i Hedesunda socken  i Gästrikland  när 1862 års kommunalförordningar trädde i kraft. 
Kommunen påverkades inte av kommunreformen 1952. Den 1 januari 1958 överfördes från Hedesunda landskommun och församling till Älvkarleby landskommun och församling i Uppsala län ett område med 39 invånare och omfattande en areal av 0,05 km², varav 0,04 km² land. Den 1 januari 1967 överfördes från Hedesunda landskommun och församling till Valbo landskommun och församling ett obebott område omfattande en areal av 0,01 km², varav allt land.
Den 1 januari 1969 uppgick Hedesunda landskommun i Gävle stad, som den 1 januari 1971 ombildades till Gävle kommun..

### Kyrklig tillhörighet
I kyrkligt hänseende tillhörde landskommunen Hedesunda församling.

## Kommunvapnet
Blasonering: Sköld tre gånger delad av rött och guld, visande i första fältet en sexuddig stjärna av guld, i andra fältet två svarta åror över varandra, den övre med bladet åt vänster, i tredje fältet två sexuddiga stjärnor av guld och i det fjärde fältet en roddbåt.
Detta vapen fastställdes av Kungl. Maj:t den 29 juni 1964. Se artikeln om Gävle kommunvapen för mer information.

## Geografi
Hedesunda landskommun omfattade den 1 januari 1952 en areal av 511,30 km², varav 430,80 km² land. Efter nymätningar och arealberäkningar färdiga den 1 januari 1958 omfattade landskommunen den 1 januari 1961 en areal av 516,05 km², varav 431,34 km² land.

### Tätorter i kommunen 1960
I Hedesunda landskommun fanns tätorten Hedesunda, som hade 945 invånare den 1 november 1960. Tätortsgraden i kommunen var då 28,8 procent.

## Politik

### Mandatfördelning i valen 1938-1966
| 11 |  | 3 | 2 | 6 | 2 |

| 24 |

| 11 | 2 | 5 | 5 | 2 |

| 24 |

| 4 | 9 |  | 6 | 4 |  |

| 24 |

|  | 10 |  | 6 | 6 |  |

| 24 |

| 2 | 9 |  | 5 | 6 | 2 |

| 23 |

|  | 10 | 8 | 4 | 2 |

| 24 |

|  | 10 | 7 | 5 | 2 |

| 24 |

| 2 | 8 | 8 | 5 | 2 |

| 24 |

### Fotnoter
1. 1 2   ( PDF) Folkräkningen den 1 november 1960, I, Folkmängd inom kommuner och församlingar efter kön, ålder, civilstånd m.m.. Stockholm: Statistiska centralbyrån. 1961. sid. 53 & 203. Arkiverad från originalet den 15 juli 2015. https://www.webcitation.org/6a1zkRbkC?url=http://www.scb.se/Grupp/Hitta_statistik/Historisk_statistik/_Dokument/SOS/Folkrakningen_1960_01.pdf. Läst 16 november 2017 Arkiverad 14 oktober 2013 hämtat från the Wayback Machine.
2. ↑   ( PDF) Folk- och bostadsräkningen 1970, Del 1. Befolkning i kommuner och församlingar m.m.. Stockholm: Statistiska centralbyrån. 1972. sid. 62 & 252. Arkiverad från originalet den 6 juli 2015. https://www.webcitation.org/6ZpNsyqr4?url=http://www.scb.se/Grupp/Hitta_statistik/Historisk_statistik/_Dokument/SOS/Folk_o_bostadsrakningen_1970_1.pdf. Läst 17 november 2017 Arkiverad 24 september 2015 hämtat från the Wayback Machine.
3. ↑  Per Andersson: Sveriges kommunindelning 1863-1993, Draking, Mjölby 1993, ISBN 91-87784-05-X, s. 87
4. ↑  ”Svenska Heraldiska Föreningens vapendatabas”. Arkiverad från originalet den 18 oktober 2012. https://web.archive.org/web/20121018011750/http://databas.heraldik.se/index.php. Läst 6 januari 2011.
5. ↑   (PDF) Folkräkningen den 31 december 1950, I, Areal och folkmängd inom särskilda förvaltningsområden m.m., Tätorter. Stockholm: Statistiska centralbyrån. 1952-05-19. sid. 104. Arkiverad från originalet den 1 oktober 2014. https://www.webcitation.org/6T09ZkyrB?url=http://www.scb.se/Grupp/Hitta_statistik/Historisk_statistik/_Dokument/SOS/Folkrakningen_1950_1.pdf. Läst 9 oktober 2014 Arkiverad 29 oktober 2013 hämtat från the Wayback Machine.
6. ↑   ( PDF) Folkräkningen den 1 november 1960, II, Folkmängd inom tätorter efter kön, ålder och civilstånd.. Stockholm: Statistiska centralbyrån. 1961. sid. 26. Arkiverad från originalet den 29 juni 2015. https://www.webcitation.org/6ZeEB9Ija?url=http://www.scb.se/Grupp/Hitta_statistik/Historisk_statistik/_Dokument/SOS/Folkrakningen_1960_02.pdf. Läst 16 november 2017 Arkiverad 24 september 2015 hämtat från the Wayback Machine.